# Opuntia elatior
Opuntia elatior es una especie fanerógama perteneciente a la familia Cactaceae. Es nativa de Panamá, Colombia, Venezuela e islas del Caribe.

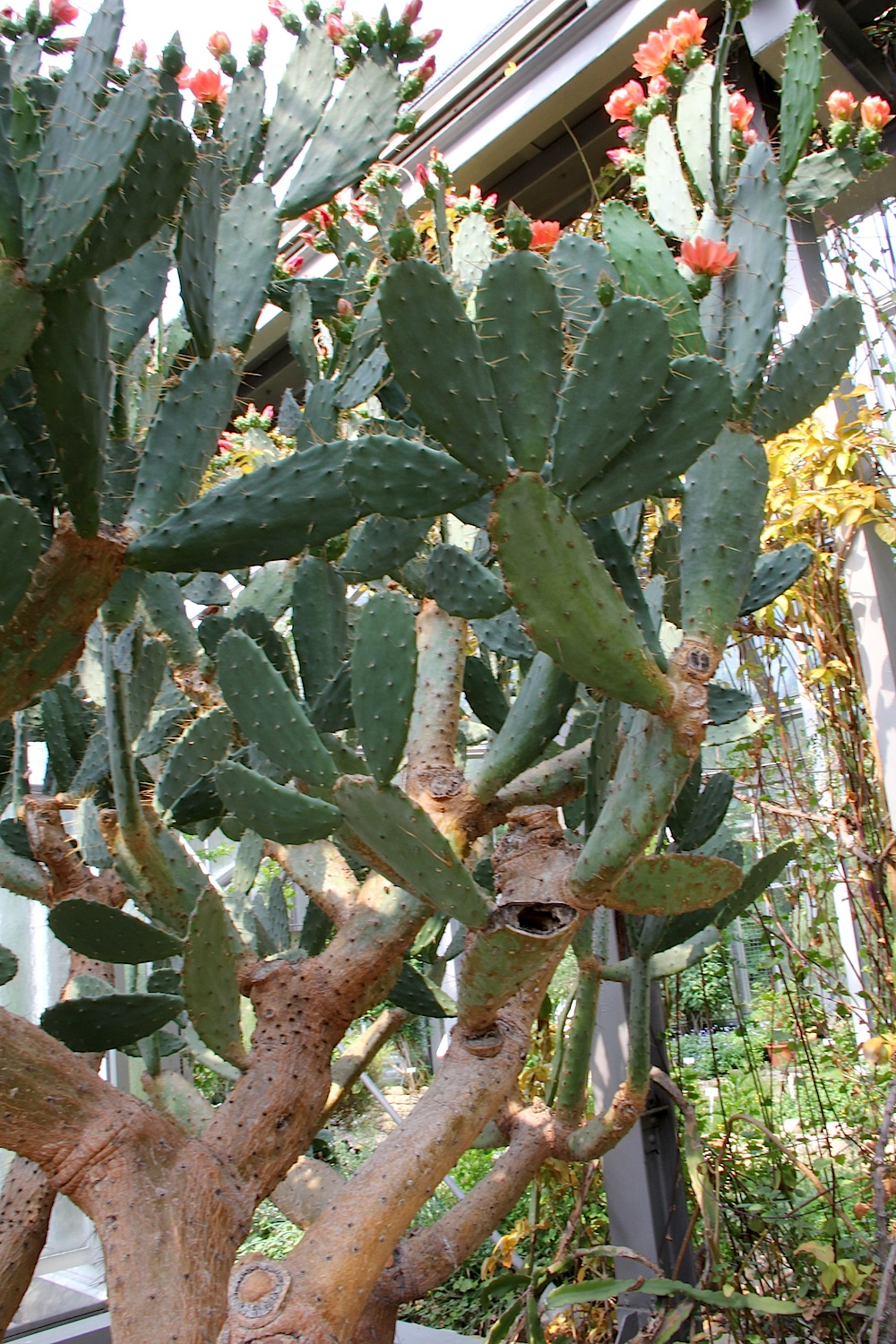
Vista de la planta

## Descripción
Opuntia elatior crece de forma tupida y con forma de árbol y alcanza un tamaño de 5 m de altura. Los brotes ovoides más o menos invertidas o alargadas, redondas de color verde oliva y  10 a 40 cm de largo. Las areolas están de 2 a 4 cm de distancia. Tiene de 2 a 8 espinas de color marrón  de 2 a 4 cm de largo. Las flores de 5 cm de ancho son de color salmón con rayas amarillas y rojas o rosa. Los estambres son numerosos y de color rosa o rojo. La fruta es roja de hasta 4 cm, tiene la carne roja y son comestibles.

## Taxonomía
Opuntia elatior  fue descrita por Philip Miller y publicado en The Gardeners Dictionary: . . . eighth edition no. 4. 1768.
Etimología
Opuntia: nombre genérico  que proviene del griego usado por Plinio el Viejo para una planta que creció alrededor de la ciudad de Opus en Grecia.

elatior: epíteto latino que significa "el máslalto".
Sinonimia
- Cactus elatior (Mill.) Willd.
- Cactus nigricans Haw.
- Cactus tuna var. elatior (Mill.) Sims.
- Cactus tuna var. nigricans (Haw.) Sims.
- Opuntia bergeriana F.A.C.Weber ex A.Berger.
- Opuntia nigricans (Haw.) Haw.[4]